# Eustochus confusus
Eustochus confusus is een vliesvleugelig insect uit de familie Mymaridae. De wetenschappelijke naam is voor het eerst geldig gepubliceerd in 2007 door Huber & Baquero.